# Capitol (opera mydlana)
Capitol – amerykańska opera mydlana, nadawana na kanale CBS od 26 marca 1982 do 20 marca 1987 r. Wyemitowano ponad 1270 odcinków. Serial został zdjęty z anteny z powodu niskiej oglądalności i zastąpiony przez Modę na sukces, która zadebiutowała 23 marca 1987 r. Twórcami Capitolu byli Stephen i Elinor Karpf. Serial skupiał się na ukazywaniu politycznych intryg. Akcja opery mydlanej miała miejsce w Waszyngtonie.

## Obsada
Zestawienie obejmuje aktorów, którzy wystąpili w co najmniej 5 odcinkach.
- Constance Towers jako Clarissa McCandless (1257 odcinków)
- Debrah Farentino jako Sloane Denning Clegg Mamoud (1253 odcinki)
- Rory Calhoun jako sędzia Judson Tyler (1247 odcinków)
- Carolyn Jones jako Myrna Clegg (786 odcinków)
- Bill Beyers jako Wally McCandless (24 odcinki)
- Kimberly Beck jako Julie Clegg (22 odcinki)
- Nicholas Walker jako Trey Clegg (21 odcinków)
- Miranda Wilson jako Kate Wells (20 odcinków)
- Jeff Chamberlain jako Lawrence Barrington (18 odcinków)
- David Mason Daniels jako Tyler McCandless (18 odcinków)
- Ed Nelson jako Mark Denning senior (17 odcinków)
- Leslie Graves jako Brenda Clegg (12 odcinków)
- Tom Lancaster jako Tom, operator Sloan'a (11 odcinków)
- Todd Curtis jako Jordy Clegg (9 odcinków)
- Marj Dusay jako Myrna Clegg (8 odcinków)
- Steve Nave jako Randall Carver (8 odcinków)
- Richard Egan jako Samuel Clegg II (7 odcinków)
- Jess Walton jako Kelly Harper (7 odcinków)
- Duncan Gamble jako Frank Burgess (7 odcinków)
- Rosie Malek-Yonan jako reporter (7 odcinków)
- Catherine Hickland jako Julie Clegg McCandless (6 odcinków)
- Karen Kelly jako Brenda Clegg (6 odcinków)
- Shea Farrell jako Matt McCandless (6 odcinków)
- Michael Catlin jako Thomas McCandless (5 odcinków)
- Ron Harper jako Baxter McCandless (5 odcinków)
- Victor Brandt jako Danny Donato (5 odcinków)
- Todd Starks jako Roge Avery (5 odcinków)
- Brian Robert Taylor jako Thomas McCandless (5 odcinków)
- Richard Partlow jako Rocky (5 odcinków)
- Teri Hatcher jako Angelica Stimac Clegg (5 odcinków)